# 欧州航空安全機関
欧州航空安全機関（おうしゅうこうくうあんぜんきかん、英語: European Aviation Safety Agency、略称: EASA）は、欧州連合の専門機関の一つ。2002年7月15日に設立が批准され、2003年9月28日に正式設立された。主たる業務はヨーロッパにおける民間航空分野における各種調整を執行することで、ドイツ連邦共和国ケルンに本部を置いている。2008年には合同航空機関（en:Joint Aviation Authorities）の機能を引き継ぐことにより完全な機能を達成する。欧州自由貿易連合加盟国も機関への参加を認められた。
欧州航空安全機関の任務には安全管理の分析と研究、外国事業者の認可、EU法の起草のための助言、安全規則の施行とモニタリング（加盟国の検査を含む）、航空機や部品の種別証明の認証、航空製品の設計、製造、保守に関わる組織の承認などである。
欧州単一空域（シングル・ヨーロピアン・スカイ） II（en:Single European Sky）の一部として機関は追加任務を与えられる。これらは2013年までに実行される。これ以外にも欧州航空安全機関は3つ以上の当事者が関わっている場合、機能別空域ブロックを保証することができる。
日本語名称には他に欧州航空安全庁、欧州航空安全局がある。

## 合同航空機関との違い
合同航空機関は本部をオランダ王国アムステルダムのホーフトドルプに置いていた。両者の違いの一つに、欧州航空安全機関は、欧州委員会、欧州連合理事会および欧州議会で制定された規則等について、欧州連合域内で法的調整権を執行できる点があり、合同航空機関が発行した大部分の規制成果は法律の直接効力に頼らず規則と一致させた。また、トルコ共和国の様な若干の合同航空機関参加国は欧州連合域外にあるが、定義上、欧州航空安全機関は欧州連合の機関であり、他の国は基礎に関する規則や手順は任意で採用できる。

## 管轄権
欧州航空安全機関では航空機、エンジン、プロペラおよび部品の為に新規の型式証明と他に設計関連の耐空性を承認する管轄権を有する。欧州航空安全機関は欧州連合加盟各国の航空規制機関（NAAs）と共に活動するが、欧州連合加盟国および非加盟国であるトルコを含めた全体での航空標準化の為にそれらの機能の多くを引き継いでいる。
欧州航空安全機関は欧州連合加盟国を代表して世界の他の地域（ROW）と国際調整協定の交渉で欧州委員会を補佐する責務があり、またアメリカ合衆国の連邦航空局（FAA）など世界各国のカウンターパートと直接作業レベルで技術協定の内容を詰めて締結する。
欧州航空安全機関は航空修理ステーションの方針も準備しているが、欧州連合域外に存在する修理ステーションの為に修理ステーション証明書を発行している。これにより外国に所在する修理ステーションが欧州連合水準の業務を実施できるように認められる。
欧州委員会は飛行運行、航空機搭乗員のライセンスおよび欧州連合域内で運行される非欧州連合の航空機に適用される規制を作成しており、そして、機関の任務を拡大させるためEU法の適用を義務付けた（法律は2008年3月19日に公布）。